# Мергалым
Мергалым (каз. Мерғалым, до 2005 г. — Корт) — село в Аккулинском районе Павлодарской области Казахстана. Входит в состав Майкарагайского сельского округа. Код КАТО — 555253400.

## Население
В 1999 году население села составляло 542 человека (277 мужчин и 265 женщин). По данным переписи 2009 года, в селе проживало 508 человек (278 мужчин и 230 женщин).